# نتسان ألون
نِتْسَان أَلُون (بالعبرية: ניצן אלון؛ مواليد 1964) فريق أول في قوات الدفاع الإسرائيلية. بعد عملية طوفان الأقصى التي شنتها المقاومة الفلسطينية، عُيِّنَ أَلُونُ على رأس جهاز الاستخبارات المكلَّف بتحديد مكان الأسرى لدى المقاومة الفلسطينية في قطاع غزة. اِتهم ألونُ بحسب تقاريرَ مسرَّبة حكومةَ بنيامين نتنياهو بعرقلة إبرام اتفاق مع المقاومة الفلسطينية.